# 戀玩偶癖
戀玩偶癖（Doll fetishism）是指一種對玩偶的戀物癖，會被玩偶或是類似玩偶，有人形的物品有性欲。戀玩偶癖可能包括和玩偶的性接觸、幻想和會動或不會動玩偶的性接觸、幻想玩偶之間的接觸，或是將自身或性伴侶扮裝成玩偶帶來的性愉悅。戀玩偶癖是人偶戀的一種，而人偶戀屬於物戀。戀玩偶癖有時也會伴隨其他的性癖，例如BDSM或戀乳膠癖。

## 虛擬實境
虛擬實境使用可修改的虛擬人形，也提供了發現戀玩偶癖的機會。使用者可以將自身在虛擬實境中的身形改成看似塑膠的皮膚、定型的玩偶假髮，配套的服裝，甚至去除任何可以和其他虛擬世界玩偶區分的細節，而且用編號代替姓名來稱呼。